# Amira fabrei
Amira fabrei är en stekelart som beskrevs av Girault 1913. Amira fabrei ingår i släktet Amira och familjen sköldlussteklar. Inga underarter finns listade i Catalogue of Life.